# Line Jensen (Triathletin)
Line Tatjana Jensen (* 14. Januar 1981 in Silkeborg) ist eine ehemalige dänische Triathletin, Vizeeuropameisterin (2012) und Olympiastarterin (2012).

## Werdegang
Line Jensen betreibt Triathlon seit 2008 und startete seit 2009 als Profi.
Im Juni 2012 wurde sie in Kraichgau Vizeeuropameisterin auf der Halbdistanz (2 km Schwimmen, 80 km Radfahren und 21 km Laufen) und im Juli nationale Triathlon-Meisterin.

### Olympische Sommerspiele 2012
Line Jensen belegte im August 2012 in London den 23. Rang. Die zweite dänische Starterin Helle Frederiksen landete auf dem 27. Rang. Seit 2012 ist sie nicht mehr international in Erscheinung getreten.
Auch ihr jüngerer Bruder  Martin Jensen (* 1983) war als Triathlet aktiv. Line Jensen lebt in Odense.

## Sportliche Erfolge
| Datum/Jahr    | Rang | Wettbewerb                           | Austragungsort | Zeit     | Bemerkung                                           |
| ------------- | ---- | ------------------------------------ | -------------- | -------- | --------------------------------------------------- |
| 4. Aug. 2012  | 23   | Olympische Sommerspiele 2012         | London         | 02:02:47 |                                                     |
| 1. Juli 2012  | 1    | DEN Triathlon National Championships | Danemark       | 01:00:35 | Nationale Meisterin Triathlon                       |
| 20. Apr. 2012 | 13   | ETU Triathlon European Championships | Eilat          | 02:11:00 | Europameisterschaft auf der olympischen Kurzdistanz |

| Datum/Jahr    | Rang | Wettbewerb                                           | Austragungsort | Zeit     | Bemerkung                                                                 |
| ------------- | ---- | ---------------------------------------------------- | -------------- | -------- | ------------------------------------------------------------------------- |
| 10. Juni 2012 | 2    | ETU Middle Distance Triathlon European Championships | Kraichgau      | 04:20:47 | Vizeeuropameisterin auf der Halbdistanz im Rahmen des Challenge Kraichgau |
| 1. Sep. 2011  | 1    | ICAN Mallorca 113                                    | Playa de Palma | 04:22:11 | Siegerin auf der Mitteldistanz, neben Eneko Llanos bei den Männern        |

(DNF – Did Not Finish)